# 10-й полк радіаційного, хімічного і бактеріологічного захисту (РФ)
10-й полк радіаційного, хімічного і біологічного захисту (10-й полк РХБЗ) — формування спеціальних військ у складі 41-ї загальновійськової армії Центрального військового округу. Розташований у селі Топчиха Алтайського краю.
Умовне йменування — військова частина 55121 (в/ч 55121).

## Історія
1960-го року з Бердська переводиться 6-й окремий батальйон хімічного захисту замість розформованого Сибірського вищого військового авіаційного училища льотчиків з 808-м навчальним авіаційним полком й 924-м батальйоном аеродромного базування 808-го НАП.
6-й окремий батальйон хімічного захисту 1976 року розгорнутий у 29-й Сибірський полк хімічного захисту, що 26 квітня 1986 року був повністю відмобілізований й висунутий під командування підполковника Віктора Лелюха на місце аварії Чорнобильської АЕС.
У 1988 році на базі полку сформована 11-та бригада радіоактивного, хімічного й бактеріологічного захисту, що проіснувала у Топчихі до 2007 року до її розформування. На її основі була сформована 349-та база зберігання озброєння й сил радіоактивного, хімічного й бактеріологічного захисту (349 БЗОіС РХБЗ,  в/ч 54730), та 254-й окремий батальйон РХБЗ 41-ї загальновійськової армії. 349-та БЗОіС РХБЗ продовжувала існувати, а 254-й Б РХБЗ у 2013 році переведено у місто Катеринбург.
2014 року на основі 349-ї БЗОіС РХБЗ сформовано 10-й полк РХБЗ, в/ч 55121.

## Склад
Типовий полк:
- управління,
- 1-й батальйон РХБЗ (рота РХБЗ, рота спеціальної обробки),
- 2-й батальйон РХБЗ (рота РХБЗ, рота спеціальної обробки),
- вогнеметний батальйон (1-ша й 2-га вогнеметні роти, важка вогнеметна рота на ТОС-1А «Солнцепьок»),
- батальйон аерозольної протидії,
- рота РХБ розвідки,
- взвод зв'язку,
- взвод матеріального забезпечення,
- технічний взвод,
- медпункт.[1][2]

## Озброєння
На озброєнні:
- 3 од. ТОС-1А «Солнцепьок»,
- РПО-А «Шмєль»,
- РПО ПДМ-А «Приз»,
- машини радіаційної та хімічної розвідки РХМ-4-01,
- розвідувальні хімічні машини РХМ-6,
- машини теплової обробки озброєння і військової техніки ТМС-65У,
- машини спеціальної обробки озброєння і спеціальної техніки АРС-14КМ,
- машини постановки димових завіс ТДА-2К.[1][2]

У 2018 полк отримав нові 3 установки ТОС-1А «Солнцепьок».